# Carme Barceló i Ràfols
Carme Barceló Ràfols (Vilanova i la Geltrú, Garraf, 20 d'abril de 1958 - Barcelona, 31 d'agost de 2001) va ser una historiadora i mestra catalana.
Realitzà els estudis primaris a l'escola religiosa de les Puríssimes de Vilanova i el batxillerat a l'Institut Manel de Cabanyes de la mateixa ciutat.
Posteriorment es diplomà en Magisteri a la Normal de Barcelona, i es llicencià en Història a la Facultat de Geografia i Història de la UB.
Seguint la seva vocació original pel magisteri, aprovà oposicions al cos de mestres, amb el nro. 1 de la seva especialitat.
Després de molts anys de propietària provisional, per haver-se suprimit l'especialitat amb què va aprovar les oposicions (Ciències Socials), cursà el Post-Grau de Magisteri Musical a la U. Rovira i Virgili de Tarragona (1999), podent optar a plaça definitiva com a mestra de música. Pertanyent al cos de mestres va ser vocal del tribunal suplent nº3 d'educació musical
Catòlica practicant, va estar sempre vinculada a la parròquia de Sta. Maria de la Geltrú de Vilanova - coincidint amb la rectoria de mossèn Pere Sitjà - tant a l'Esplai com diversos grups de la parròquia. Allí coincidí amb els vicaris mossèn Antoni Deulofeu, mossèn Andreu Ollé i mossèn Valentí Alonso. Els anys 80 va participar en el moviment de Trobades a Montserrat on feu amistat amb Rosa Deulofeu.
Com a historiadora, va ser col·laboradora del Museu Romàntic Can Papiol de la Diputació de Barcelona, essent nomenada comissària de l'exposició sobre Mantons de Manila i Ventalls antics a Vilanova.
El 1990 rep l'encàrrec de l'Ajuntament de Vilanova per a escriure la història del Mercat Municipal, arran del seu aniversari i remodelació. L'obra es publica el 1991.
Mor el 31 d'agost de 2001 a conseqüència d'un càncer de pit, deixant marit i dos fills de 5 i 9 anys.

## Obra publicada
- Aproximació a l'estudi de l'Ateneu de Vilanova i la Geltrú (Institut d'Estudis Penedesencs, Miscel·lània Penedesenca Vol. 7, 1984)[5]
- Ventalls i Mantons de Manila (Museu Romàntic Can Papiol, Diputació de Barcelona - Servei de Cultura, 1987)[2][6]
- El Mercat de Vilanova i la Geltrú : aproximació històrica (Ajuntament de Vilanova i la Geltrú, 1991)[4][7]